# Action 21 Charleroi
Action 21 Charleroi – belgijski klub futsalowy z siedzibą w Charleroi, obecnie występuje w Division 1 (najwyższa klasa rozgrywkowa w Belgii).

## Sukcesy
- Mistrzostwo Belgii (10): 1999/00, 2000/01, 2001/02, 2002/03, 2003/04, 2004/05, 2005/06, 2007/08, 2008/09, 2009/10.
- UEFA Futsal Cup: 2004/2005
- Puchar Belgii (4): 2003/04, 2004/05, 2005/06, 2006/07
- Superpuchar Belgii (8): 2000/01, 2001/02, 2002/03, 2003/04, 2004/05, 2005/06, 2006/07, 2008/09